# لرزه‌نگاشت

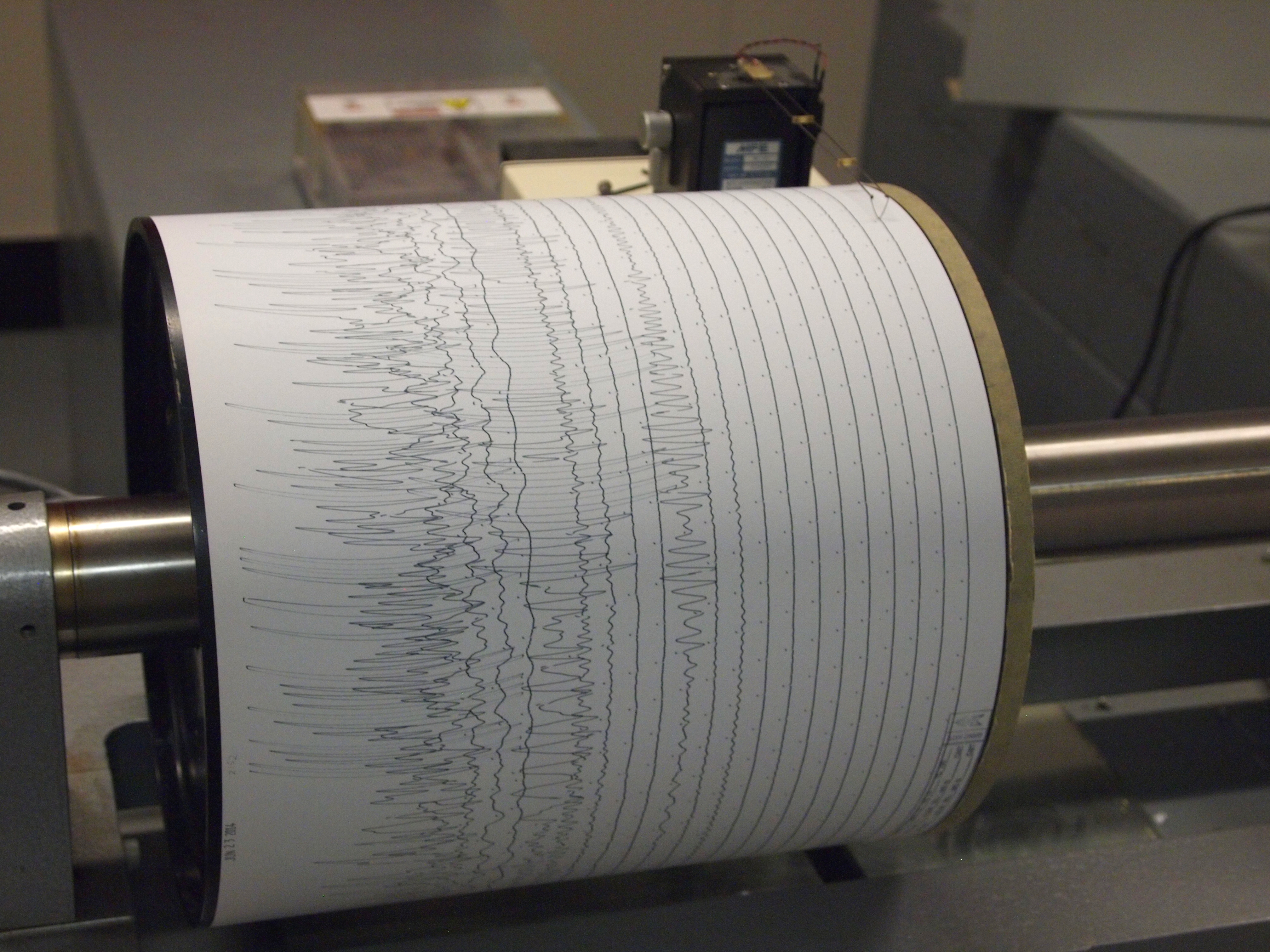
لرزه‌نگاشت ثبت‌شده توسط یک دستگاه لرزه‌سنج در رصدخانه وستون در ماساچوست

لرزه‌نگاشت (انگلیسی: Seismogram) نمودار خروجی دستگاه لرزه‌سنج است که نشان‌دهنده حرکات زمین در ایستگاه اندازه‌گیری در زمان مشخص است. لرزه‌نگاشت‌ها معمولاً حرکات زمین را در سه جهت (x,y,z) ثبت می‌کنند که مؤلفه z نشان‌دهنده حرکات عمودی زمین و مؤلفه‌های x و y نشان‌دهنده حرکات افقی زمین هستند. انرژی اندازه‌گیری‌شده در لرزه‌نگاشت ممکن است ناشی از یک زمین‌لرزه یا ناشی از منابع دیگری مانند انفجار باشد. لرزه‌نگاشت‌ها می‌توانند امواج بسیار کوچک که ریزلرزه نامیده می‌شوند را نیز ثبت کنند. ریزلرزه‌ها می‌تواند بر اثر ترافیک سنگین در نزدیکی دستگاه لرزه‌نگار، برخورد امواج به ساحل، نیروی باد یا دیگر عواملی که می‌تواند باعث تکان‌خوردن دستگاه لرزه‌سنج شود به وقوع بپیوندد.